# Collections africaines dans les musées français
Cet article se propose de recenser les collections africaines dans les musées français.
En effet, à côté des quelques musées entièrement dédiés aux cultures africaines traditionnelles, de nombreuses autres institutions françaises détiennent des sculptures, masques, instruments de musique, bijoux, textiles, objets de la vie quotidienne ou liés aux pratiques religieuses.
Cette liste ne prend pas en compte l'art contemporain africain.

## Liste des musées par villes

### A
- Agde : Musée agathois Jules Baudou
- Angers : Musée Pincé
- Angoulême : Musée des beaux-arts d'Angoulême : Bénin, Burkina Faso, Cameroun, Congo, Côte d'Ivoire, Éthiopie, Gabon, Ghana, Madagascar Maghreb, Mali, Mauritanie, Niger, Sénégal
- Annecy : Musée d'Art contemporain et d'Art régional d'Annecy
- Avignon : Musée Angladon
- Avignon : Musée Calvet
- Avranches : Musée de l'Avranchin

### B
- Bar-le-Duc : Musée barrois : Afrique de l'Ouest (Dogon, Bwa, Bobo...)
- Bergerac : Musée d'anthropologie du tabac : Bénin, Cameroun
- Besançon : Musée des beaux-arts et d'archéologie de Besançon
- Besançon : Muséum d'histoire naturelle de la citadelle de Besançon
- Bordeaux : Musée d'Aquitaine : Bénin, Congo, Côte d'Ivoire, Gabon, Mauritanie, Sénégal
- Bordeaux : Musée d'ethnographie de Bordeaux 2
- Boulogne-sur-Mer : Château-musée de Boulogne-sur-Mer
- Brive-la-Gaillarde : Musée Labenche

### C
- Caen : Musée des beaux-arts de Caen
- Cahors : Musée de Cahors Henri-Martin : Sénégal, Maghreb
- Cannes : Musée de la Castre
- Castres : Musée Goya
- Châlons-en-Champagne : Musée municipal de Châlons-en-Champagne
- Chartres : Musée des beaux-arts de Chartres
- Château-Chinon : Musée du Septennat de François Mitterrand
- Châteaudun : Musée des beaux-arts et d'histoire naturelle de Châteaudun
- Cherbourg : Muséum Emmanuel-Liais : Bénin, Cameroun, Madagascar, Mali
- Clermont-Ferrand : Musée Bargoin (Département Arts textiles)[1] : Cameroun (Bamiléké ou Bamoun) ; République démocratique du Congo (Kuba)
- Colmar : Musée d'histoire naturelle et d'ethnographie de Colmar : Égypte, Éthiopie
- Compiègne : Musée Antoine-Vivenel : Sénégal, Soudan

### D
- Dieppe : Château-musée
- Dijon : Musée des beaux-arts de Dijon
- Dunkerque : Musée des beaux-arts de Dunkerque

### E
- Eu : Musée Louis-Philippe du château d'Eu

### F
- Fouras : Musée régional de Fouras : Côte d'Ivoire

### G
- Grenoble : Musée de Grenoble
- Grenoble : Muséum d'histoire naturelle de Grenoble
- Gunsbach : Musée africain de Gunsbach (Gabon : collection d'Albert Schweitzer)

### H
- Haguenau : Espace africain de Haguenau : Afrique de l'Ouest (Bénin, Côte d'Ivoire, Mali, Nigeria, Togo)
- Hendaye : Château d'Abbadia

### I
- Île-d'Aix : Musée africain de l'île d'Aix
- Issoudun : Musée de l'Hospice Saint-Roch : Mali, Nigeria, République démocratique du Congo

### K
- Kaysersberg : Musée Albert-Schweitzer (Kaysersberg)

### L
- La Rochelle : Muséum d'histoire naturelle de La Rochelle
- Langonnet : Musée d'arts africains de Langonnet
- Langres : Musée d'art et d'histoire de Langres
- Laval : Musée du Vieux-Château : Afrique de l'Ouest, Afrique du Nord, Guinée, République démocratique du Congo, Soudan
- Le Havre : Muséum d'histoire naturelle du Havre
- Le Mans : Musée de Tessé
- Libourne : Musée des beaux-arts de Libourne
- Lille : Musée d'histoire naturelle de Lille : vase en ivoire du Bénin
- Lisieux : Musée d'Art et d'Histoire de Lisieux
- L'Isle-Jourdain : Musée européen d'art campanaire : Burkina Faso, Cameroun, Côte d'Ivoire, Mali, Niger, Nigeria, République démocratique du Congo, Togo
- Lorient : Musée de la Compagnie des Indes
- Loudun : Musée Charbonneau-Lassay
- Lyon : Musée africain de Lyon : Afrique de l'Ouest, pays riverains du golfe de Guinée, Sierra Leone, Nigeria
- Lyon : Musée des Confluences : Afrique subsaharienne, Afrique du nord, Madagascar

### M
- Marseille : Musée des arts africains, océaniens et amérindiens :  donation L.-P. Guerre : Bambara, Dan, Fang, Gouro, Kota, Marka, Sénoufo, Téké ; objets de la CCI de Marseille : Madagascar, Dyola, Guerzé, Kota, Téké, Yorouba ; acquisitions récentes : Bamiléké, Bamoun, Bwa, Ijo, Mumuye, Nuna ; collection Gastaut : Ekoï, Vili, Yorouba
- Montélier : Musée de Madagascar
- Montpellier : Agropolis Museum : Burkina Faso, Mali, Kenya
- Morlaix : Musée des Jacobins
- Mortain : Musée missionnaire de Mortain
- Mulhouse : Musée de l'impression sur étoffes

### N
- Nantes : Musée Dobrée
- Nantes : Musée du château des Ducs de Bretagne
- Nantes : Muséum d'histoire naturelle de Nantes
- Nevers : Musée Frédéric-Blandin
- Nice : Musée des arts et traditions populaires du pays niçois
- Nîmes : Muséum d'histoire naturelle de Nîmes

### P
- Paris : Bibliothèque Sainte-Geneviève
- Paris : Centre Georges-Pompidou
- Paris : Cité de la musique
- Paris : Musée Dapper
- Paris : Musée de la chasse et de la nature : Afrique de l'Ouest, Afrique du Nord, Cameroun, Côte d'Ivoire, Gabon, Guinée, Mali, Nigeria, République centrafricaine, Togo
- Paris : Musée de la Marine
- Paris : Musée de l'Armée
- Paris : Musée du quai Branly
- Paris : Musée du Louvre (Pavillon des Sessions)
- Paris : Musée national d'art moderne
- Paris : Musée Picasso
- Périgueux : Musée d'art et d'archéologie du Périgord
- Perpignan : Muséum d'histoire naturelle de Perpignan
- Piré-sur-Seiche : Musée africain de Piré-sur-Seiche
- Pithiviers : Musée d'art et d'histoire de Pithiviers : essentiellement des armes et dans une moindre mesure des objets utilitaires et religieux, des instruments de musique : Afrique de l'Ouest (Côte d'Ivoire, Gabon, Sénégal), Afrique centrale (République du Congo, République démocratique du Congo, République centrafricaine), Madagascar, Maghreb
- Port-Louis : Musée de la Compagnie des Indes

### R
- Rennes : Musée des beaux-arts de Rennes
- Rochefort : Maison de Pierre Loti
- Rochefort : Musée Hèbre de Saint-Clément
- Rodez : Musée Fenaille
- Romans-sur-Isère : Musée international de la chaussure
- Rouen : Muséum d'histoire naturelle de Rouen

### S
- Saint-Cirq-Lapopie : Musée Rignault : Côte d'Ivoire
- Saint-Dizier : Musée municipal de Saint-Dizier
- Saint-Étienne : Musée d'art moderne de Saint-Étienne
- Saint-Germain-en-Laye : Musée des antiquités nationales
- Saint-Jean-d'Angély : Musée des Cordeliers
- Saint-Just-Saint-Rambert : Musée des Civilisations : Sénoufo, Ashanti, Dogon
- Saint-Malo : Musée d'histoire et d'ethnographie de Saint-Malo : Bénin, Burkina Faso, Gabon, Guinée, Mali, Sénégal
- Saint-Martin-de-Ré : Musée Ernest Cognacq : Bénin, Gabon, Sénégal
- Saint-Omer : Musée de l'hôtel Sandelin
- Sarran : Musée du président Jacques Chirac
- Saumur : Château-musée
- Sèvres : Musée national de céramique
- Strasbourg : Maison provinciale des missions africaines
- Strasbourg : Collection d'objets ethnographiques de l'université de Strasbourg : Afrique de l'Ouest, Madagascar
- Strasbourg : Château Vodou : Bénin, Ghana, Nigeria, Togo

### T
- Toulouse : Muséum de Toulouse : Afrique de l'Ouest (Bénin, Côte d'Ivoire, Guinée, Mali, Sénégal), du Cameroun, d’Afrique Centrale, de Madagascar et d’Afrique du Nord ; peuples : Akan, Baga, Bamana, Bamiléké, Bamoum, Baoulé, Batéké, Bobo, Dan, Dioula, Dogon, Ekoï, Fang, Fon, Gouro, Kuba, Kurumba, Lobi, Sénoufo, Somali, Touareg, Zandé
- Troyes : Musée d'art et d'histoire de Troyes
- Troyes : Musée d'art moderne de Troyes : Bénin, Cameroun, Côte d'Ivoire, République du Congo, Gabon, Ghana, Mali, République démocratique du Congo

### U
- Uzès : Musée Georges-Borias : Bénin, Burkina Faso, Côte d'Ivoire, Guinée, Mali, Sénégal

### V
- Varzy : Musée Auguste-Grasset
- Vendôme : Musée municipal de Vendôme
- Vichy : Musée des arts d'Afrique et d'Asie : Afrique de l'Ouest (Bénin, Burkina Faso, Côte d'Ivoire, Mali, Nigeria) et Afrique centrale (Congo, Gabon, RDC)
- Volvic : Musée Sahut : Bénin, Burkina Faso, Congo, Côte d'Ivoire, Gabon, Mali

## Source
Cette liste, non exhaustive, s'appuie sur celle de la base de données MuseoArtPremier .